# Heusden-Zolder
Heusden-Zolder è un comune belga di 31 017 abitanti, situato nella provincia fiamminga del Limburgo belga.

## Autodromo
A Zolder è presente un autodromo, l'Omloop van Terlaemen, tracciato che in passato ha ospitato dieci edizioni del Gran Premio del Belgio di Formula 1 (in quella del 1982 trovò la morte il pilota Gilles Villeneuve). Oggi vi si disputano gare per categorie minori.